# Биленки, Романо
Романо Биле́нки (итал. Romano Bilenchi; 9 ноября 1909, Колле-ди-Валь-д’Эльса, Сиена, Италия — 18 ноября 1989, Флоренция, Тоскана, Италия) — итальянский журналист, писатель. Участник Движения Сопротивления.

## Биография
Романо Биленки родился в семье владельца небольшой фабрики. В юности увлекался социалистическими идеями; позднее некоторое время состоял в фашистской партии, однако в 1940 году вышел из неё. В 1942 году вступил в Итальянскую коммунистическую партию, но в 1956 году, после венгерских событий, демонстративно покидает ИКП. С 1930 года сотрудничал в журнале «Il Selvaggio», а после в журнале «Il Bargello», был редактором ряда газет и журналов. В 1931 году в свет вышел его первый роман «Жизнь Писто», посвященный деду-гарибальдийцу.

## Сочинения

### Романы
- 1931 «Жизнь Писто» / Vita di Pisto
- 1933 «Хроника горемычной Италии» / Cronaca dell’Italia meschina, ovvero Storia dei socialisti di Colle
- 1935 «Начальник цеха» / Il capofabbrica. Racconti
- 1936 Mio cugino Andrea
- 1938 Anna e Bruno e altri racconti
- 1940 — «Приют Святой Терезы» / Conservatorio di Santa Teresa
- 1940 «Нищета»
- 1941 «Засуха» / La siccità:racconti; новая редакция: La Siccita, 1944.
- 1942 Dino e altri racconti
- 1958 Racconti
- 1958 Una città, Galatina (Lecce)
- 1972 — «Сталинградская пуговица» / Il bottone di Stalingrado
- 1972 Il processo di Mary Dugan e altri racconti
- 1976 «Друзья: Витторини, Розаи и другие встречи» (мемуары)
- 1980 La rosa non finita
- 1982 «Мороз» / Il gelo
- 1984 Gli anni impossibili, contiene: La siccità, La miseria, Il gelo
- 1985 Pomeriggio. Due racconti
- 1985 I tedeschi. Racconto, Milano, All’insegna del pesce d’oro
- 1986 L’attentato
- 1986 Maria, Prato, Comune di Prato
- 1990 «Два украинца и другие друзья» / Due ucraini e altri amici

## Награды
- 1972 — премия Виареджо (Сталинградская пуговица)
- 1982 — премия Фельтринелли